# Bryan Loftus
Bryan Loftus, gebürtig Brian Loftus, (* 18. August 1942 in East Glamorgan, Wales, Vereinigtes Königreich) ist ein britischer Kameramann.

## Leben und Wirken
Loftus begann seine Laufbahn beim Film in den 1960er Jahren und war mit seinem ersten Job von Bedeutung in den Jahren 1965 bis 1967 als Kameraassistent und mit der Erstellung spezieller fotografischer Effekte bei Stanley Kubricks Science-Fiction-Klassiker 2001: Odyssee im Weltraum beschäftigt. Nach weiteren Tätigkeiten in untergeordneten Funktionen (Kamerafotografie der Hintergrundmalerei beim Starwestern Mackenna’s Gold, optische Spezialeffekte beim Kurzdokumentarfilm Faces in a Crowd) wirkte Bryan Loftus nahezu die gesamten 1970er Jahre erst als Kameraassistent, anschließend als einfacher Kameramann.
Gegen Ende desselben Jahrzehnts ließ man Loftus auch als Chefkameramann arbeiten. In dieser Funktion ist vor allem seine bildgestalterische Leistung bei dem vielschichtigen, feministisch angehauchten Märchenfilm-Fantasy-Produkt Die Zeit der Wölfe von Bedeutung. Trotz dieser herausragenden Arbeit blieb Loftus’ Folge-Œuvre weitgehend im Obskuren: Er fotografierte überwiegend wenig bekannte Spielfilme, Kurzfilme, Dokumentationen sowie das Madonna-Musikvideo zu La Isla Bonita (1987). Bryan Loftus blieb noch bis in die 2010er Jahre aktiv, zuletzt bei dem Gesellschaftszeitdrama Anti-Social mit der späteren Prinz-Harry-Gattin Meghan Markle und dem Deutschen Christian Berkel in tragenden Rollen.

## Filmografie
nur als Chefkameramann
- 1978: Echoes: The Story of an Island (Kurzdokumentarfilm)
- 1979: Derek and Clive Get the Horn
- 1980: The Mine and the Monotaur
- 1984: Die Zeit der Wölfe (The Company of the Wolves)
- 1984: The Assam Garden
- 1985: Zina
- 1986: Jake Speed
- 1987: Siesta
- 2002: Salt Schrubbers (Kurzfilm)
- 2004: End of the Line (Kurzfilm)
- 2006: Joy Division
- 2007: Botched
- 2010: Psychosis
- 2010: Koda (Kurzfilm)
- 2011: Blueberry (Kurzfilm)
- 2011: Screwed
- 2015: Anti-Social